# مدیریت خارج از محدوده (مخابرات)

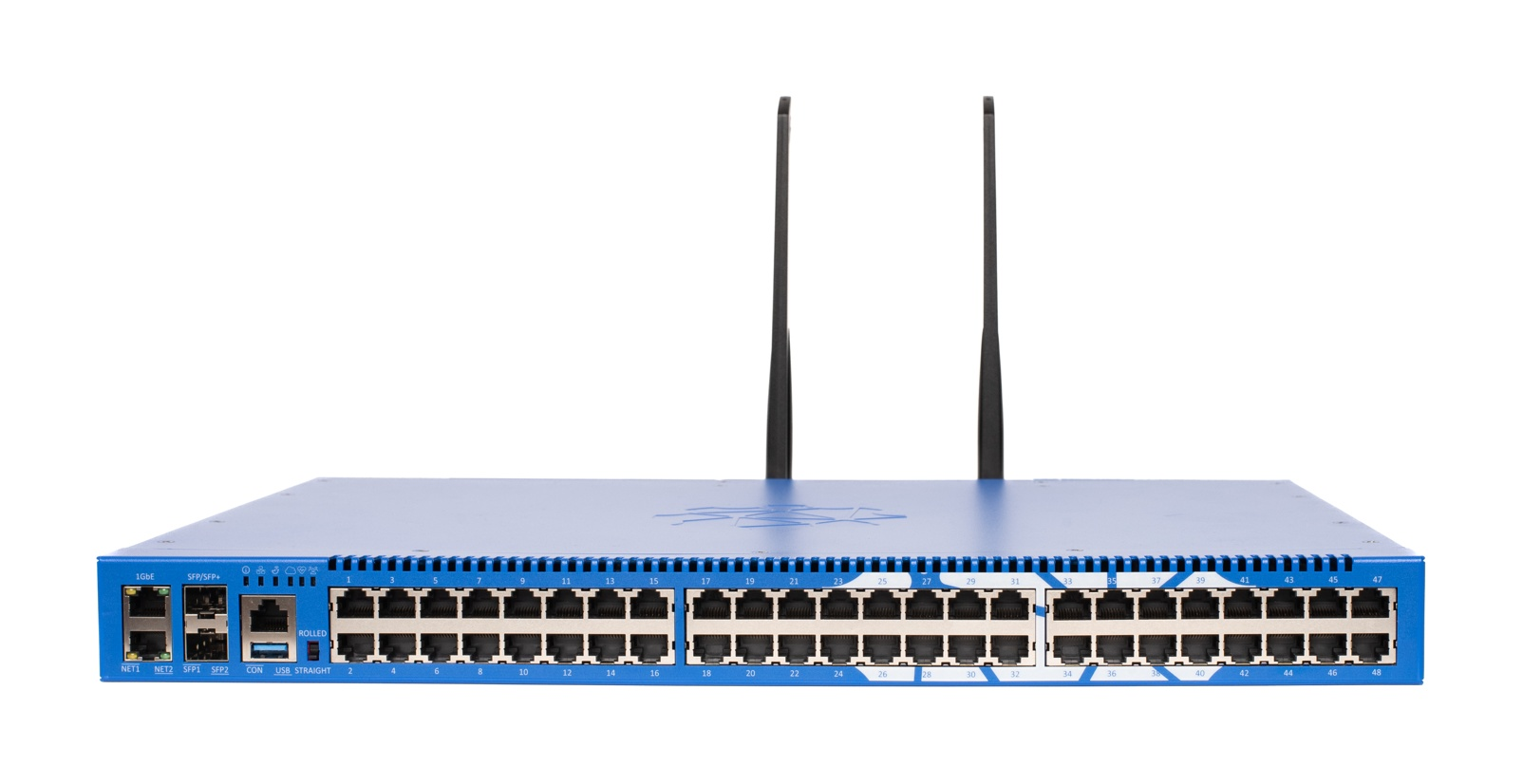
یک دستگاه مدیریت خارج‌‌از‌‌محدوده

در مدیریت سیستم‌‌ها، مدیریت خارج‌‌از‌‌محدوده یا به بیان دیگر خارج‌‌از‌‌باند (اختصاری OOB) یا مدیریت چراغ‌‌خاموش فرآیندی است برای مدیریت و دسترسی تجهیزات و زیرساخت‌‌های دور دست، ولی از طریق یک سطح مدیریتی به موازات و بیرون از شبکه اصلی مخابراتی. OOB به مدیر سیستم اجازه می‌دهد تجهیزات متصل به شبکه را از راه دور کنترل و مدیریت کند، فارغ از اینکه دستگاه دوردست روشن، سیستم عامل بر روی آن نصب شده، یا حتی دستگاه در حال کار باشد. روش متضاد این ایده مدیریت درون‌‌محدوده است. مدیریت درون‌‌محدوده نیازمند آن است که سیستم‌های مدیریت‌شده روشن باشند و (از طریق تجهیزات شبکه) در دسترس باشند.
OOB می‌تواند از رابط‌های مدیریت اختصاصی، درگاه‌های سریال، یا شبکه‌های سلولی 4G و 5G برای اتصال استفاده کند.
مدیریت خارج‌‌از‌‌محدوده در حال حاضر یک جزء ضروری شبکه برای اطمینان از تداوم کسب و کار در نظر گرفته می‌شود و بسیاری از تولید‌کنندگان آن را به عنوان یک محصول ارائه می‌دهند.

## خارج‌‌از‌‌محدوده و درون‌‌محدوده
بر خلاف خارج‌‌از‌‌محدوده، مدیریت درون‌‌محدوده از طریق وی‌ان‌سی یا اس‌اس‌اچ بر روی ارتباطات درون‌‌محدوده (کانال شبکه معمول) بنا نهاده شده. مدیریت درون‌‌محدوده معمولاً به نرم‌افزاری نیاز دارد که باید روی سیستم دوردست نصب شود و فقط پس از راه‌اندازی سیستم عامل و فعال شدن شبکه قابل استفاده است. استفاده از این روش وابستگی شدیدی به وضعیت فعلی سایر اجزای شبکه دارد. برای مثال، در روش‌های کلاسیک مممکن است یک مدیر سیستم سعی کند تنظیمات شبکه را بر روی یک ماشین دوردست پیکربندی مجدد کند،ولی به در بسته خورده و متوجه می‌شود بدون مراجعه فیزیکی به دستگاه قادر به رفع مشکل نیست. با وجود این محدودیت‌ها، راه‌حل‌های درون‌‌محدوده همچنان رایج هستند زیرا ساده‌تر و کم‌هزینه‌تر هستند.

## طرح سیستم
یک سیستم مدیریت از‌راه‌دور کامل، امکانات زیر را از راه دور مهیا می‌سازد:
- راه‌اندازی مجدد
- خاموش کردن
- روشن کردن
- نظارت بر حسگرهای سخت‌افزاری (سرعت فن، ولتاژ برق، نفوذ به شاسی و غیره)
- پخش خروجی ویدیو به پایانه‌های دوردست و دریافت ورودی از صفحه کلید و ماوس از راه دور یا به اصطلاح کی‌وی‌ام روی آی‌پی
- ارائه دسترسی به رسانه‌های دوردست مانند درایو دی‌وی‌دی یا دیسک ایمیج از دستگاه راه دور
- نصب سیستم عامل از راه دور

- تنظیم بایوس؛ زیرا که ممکن است پس از بوت شدن سیستم عامل قابل دسترسی نباشند
- تنظیمات زمان‌بندی سخت‌افزارهای رِید یا رَم[۱]

با توجه به این که مدیریت از طریق درگاه سریال به طور سنتی بر روی سرورها مهم بوده است، یک سیستم مدیریت از راه دور کامل نیز امکان ارتباط با سرور را از طریق طریق کابل سریال-روی-شبکه فراهم می‌کند.
از آنجایی که ارسال خروجی نمایشگر از طریق شبکه به پهنای باند زیادی نیاز دارد، کارت‌هایی مانند مجیک‌رک شرکت AMI از فشرده‌سازی ویدئویی داخلی استفاده می‌کنند (در پیاده‌سازی این تجهیزات از نسخه‌های وی‌ان‌سی استفاده می‌شوند). علاوه بر این، دستگاه‌هایی مانند دی‌رک شرکت دل دارای یک اسلات برای کارت حافظه هستند که مدیر سیستم می‌تواند بدون نیاز به هارد دیسک اصلی، اطلاعات مربوط به سرور را بر روی آن  نگهداری کند.
سیستم دوردست می‌تواند از طرق مختلف در دسترس باشد مثل:
- یک رابط خط فرمان اس‌اس‌اچاس‌اس‌اچ
- نرم افزار مشتری تخصصی
- از طریق راه حل های مبتنی بر مرورگر وب [۳]

نرم افزار مشتری معمولاً برای مدیریت آسان و همزمان چندین سیستم بهینه شده است.
همچنین، یک سری از تجهیزات، از نسخه‌های کوچک‌شده تا دستگاه‌های کامل، نیز وجود دارند که با قطع و وصل کردن جریان برق سرور، راه‌اندازی مجدد از راه دور را امکان‌پذیر می‌کنند. اگر سیستم عامل هنگ کند و برای بازیابی، تنها نیاز به راه‌اندازی مجدد داشته باشد، این روش می‌تواند موثر باشد.
نسخه قدیمی‌تر مدیریت خارج‌‌از‌‌محدوده، طرحی است که شامل در دسترس بودن یک شبکه جداگانه است که به مدیران شبکه اجازه می‌دهد تا دسترسی رابط خط فرمان را از طریق درگاه‌های کنسول تجهیزات شبکه دریافت کنند، حتی زمانی که آن دستگاه‌ها هیچ ترافیکی را ارسال نمی‌کنند.
اگر یک مکان دارای چندین دستگاه شبکه باشد، یک سرور پایانه می‌تواند دسترسی به درگاه‌های کنسول تجهیزات مختلف را برای دسترسی مستقیم CLI فراهم کند. در صورتی که تنها یک یا تعداد دستگاه کمکی در شبکه وجود داشته باشد، با استفاده از مودم شماره‌گیر و با توجه به این که برخی از دستگاه‌ها درگاه‌های کمکی یا اصطلاحاً AUX را ارائه می دهند می‌توان مستقیماً به واسط خط فرمان دسترسی پیدا کرد. سرور پایانه ذکر شده در بالا اغلب از طریق یک شبکه مجزا قابل دسترسی است. این سرور از سوئیچ‌ها و روترهای مدیریت شده برای اتصال به سایت مرکزی استفاده نمی‌کند. در مواردی نیز مودمی دارد که از طریق دسترسی با شماره‌گیری بر روی POTS یا ISDN امکان اتصال دارد.

## پیاده سازی
مدیریت از راه دور را می‌توان در بسیاری از رایانه‌ها (نه لزوما فقط سرورها) با افزودن یک کارت مدیریت از راه دور فعال کرد. باید به این نکته توجه کرد که برخی از کارت‌ها فقط از فهرست معدودی از مادربردها پشتیبانی می‌کنند. مادربردهای سرور جدید، اغلب دارای مدیریت از راه دور داخلی هستند و نیازی به کارت مدیریت جداگانه ندارند.
مدیریت خارج‌‌از‌‌محدوده مبتنی بر اترنت می‌تواند از یک مسیر اتصال اترنت مجزای اختصاصی استفاده کند. در روش دیگر، نوعی از هم‌تافتن ترافیک را می‌توان روی اتصال اترنت معمولی سیستم پیاده کرد. به این ترتیب، یک اتصال اترنت، بین سیستم عامل رایانه و کنترلر مدیریت پایه یکپارچه به اشتراک گذاشته می‌شود. در این روش برای اجرای جداسازی درگاه‌های پروتکل کنترل مدیریت از راه دور،از روش های مختلف استفاده می‌شود که معمولاً با پیکربندی کنترلر رابط شبکه (اختصاری NIC) صورت می‌پذیرد. در روش اول از یک مَک جداگانه، و در روش دوم از یک LAN مجازی (VLAN) استفاده می‌شود. بنابراین، ماهیت خارج‌‌از‌‌محدوده ترافیک مدیریت در سناریوی اتصال مشترک تضمین می‌شود. زیرا سیستم، کارت شبکه را به روشی  پیکربندی کرده که بتواند جداسازی ترافیک مدیریت از جریان ترافیک ورودی در سطح سخت‌افزار را، پیش از رسیدن به سیستم عامل انجام دهد.
مدیریت درون‌‌محدوده و خارج‌‌از‌‌محدوده معمولاً از طریق اتصال شبکه انجام می‌شود، اما یک کارت مدیریت خارج‌‌از‌‌محدوده می‌تواند در صورت تمایل از یک کانکتور شبکه که از لحاظ فیزیکی در محلی جداگانه قرار دارد استفاده کند. یک کارت مدیریت از راه دور معمولا حداقل یک منبع تغذیه نسبتاً مستقل دارد و می‌تواند دستگاه اصلی را از طریق شبکه روشن و خاموش کند. از آنجا که برای هر دستگاه یک کارت خاص مورد نیاز است، مدیریت خارج‌‌از‌‌محدوده می‌تواند بسیار گران تمام شود.
کنسول‌های سریال یک راه‌حل میانی هستند: آنها از نظر فنی OOB هستند زیرا نیازی به عملکرد شبکه اصلی برای مدیریت از راه دور ندارند. با این حال، بدون سخت افزار خاص، یک کنسول سریال نمی‌تواند تنظیمات UEFI (یا BIOS) را پیکربندی، نصب مجدد سیستم عامل از راه دور، و یا مشکلاتی که مانع از بالا آمدن سیستم می‌شود را برطرف کند.